# Bayne (Washington)
Bayne az Amerikai Egyesült Államok északnyugati részén, Washington állam King megyéjében elhelyezkedő önkormányzat nélküli település.
Bayne postahivatala 1908 és 1924 között működött. A település a helyi bánya 1950 körüli bezárásakor néptelenedett el.

## Fordítás
- Ez a szócikk részben vagy egészben  a   Bayne, Washington című angol Wikipédia-szócikk ezen változatának fordításán alapul.  Az eredeti cikk szerkesztőit annak laptörténete sorolja fel. Ez a jelzés csupán a megfogalmazás eredetét és a szerzői jogokat jelzi, nem szolgál a cikkben szereplő információk forrásmegjelöléseként.